# Wings (sigarette)
Wings è un marchio di sigarette attualmente prodotto e commercializzato dalla Japan Tobacco International e venduto principalmente sul mercato statunitense. 

## Storia
Il marchio Wings fu un prodotto della grande depressione. Esso fu infatti immesso sul mercato dalla Brown & Williamson proprio nel 1929 come marchio economico. Ai tempi, infatti, le comuni sigarette venivano vendute in confezioni da due pacchetti a un prezzo di 25 centesimi, mentre le Wings erano vendute a pacchetti singoli e a 10 centesimi a pacchetto.  A partire dal 1930, le Wings furono inoltre le prime sigarette ad essere commercializzate con un confezionamento aggiuntivo in cellophane per preservare il prodotto dall'umidità. Nel 1940, l'originaria confezione marrone lasciò spazio ad una dall'etichetta bianca a causa delle restrizioni sull'inchiostro dovute alla seconda guerra mondiale, e, sempre attorno a quel periodo, la lunghezza delle sigarette fu aumentata fino alla king-size. 
Nel corso di una delle diverse fusioni di cui è stata protagonista, la Brown & Williamson, già divenuta sussidiaria statunitense della British American Tobacco, vendette il marchio Wings alla Japan Tobacco International (JTI) e al giorno d'oggi esso è uno dei tre marchi di sigarette venduto dalla JTI negli Stati Uniti d'America, assieme alle Wave e alle Export A. 
Disponibili anche al mentolo e nei due formati king e 100s, oltre che negli USA, loro mercato principale, le sigarette a marchio Wings sono state o sono ancora vendute in Bielorussia, in Germania, nei Paesi Bassi e in Germania.

## Marketing
La più famosa forma di pubblicità utilizzata per reclamizzare le sigarette Wings da parte della B&W, la quale negli anni quaranta sponsorizzava anche un programma radiofonico intitolato "Wings of Destiny", furono le carte da collezione "Modern American Airplanes", risalenti all'inizio degli anni quaranta e distribuite fino al 1942. Le carte erano inserite nei pacchetti di Wings come omaggio e ognuna delle 50 carte di ognuna delle quattro serie, recava sul fronte la rappresentazione di un aeromobile e sul retro la descrizione dello stesso.
 Sembra che all'inizio la B&W avesse in programma di realizzare una sola serie da 50 carte e che poi, sull'onda del successo delle prime carte della prima serie, decise di aggiungere altri 100 aeromobili prendendo a soggetto anche aeroplani di paesi stranieri, principalmente il Regno Unito, per terminare la seconda e la terza serie. Le tre serie furono battezzate "Series A", "Series B" e "Series C", e, poiché fu deciso di produrre diverse serie e di marcare le carte con la relativa lettera solo quando la produzione della prima era già quasi terminata, le carte della serie originale con impressa la lettera "A" sono oggi le più rare e ricercate dai collezionisti. In particolare, la carta più ricercata è la numero 34 della prima serie, la quale riportava, quando era stata stampata ancora come "Unlettered serie", l'erronea dicitura Sparton "Executive", poi corretta in Spartan "Executive" in occasione della ristampa della carta come "Serie A".